# ハナガサクラゲ

ハナガサクラゲの断面解説図。1.一次触手、2.胃、3.胃層(胃皮)、4.Manubrium、5.放射水管、6.表皮、7.間充ゲル（メソグリア、内部にはアメーバ細胞がある）、8.Manubrial nerve ring？、9.求心管、10.Inner nerve ring、11.環状管、12.縁膜、13.Outer nerve ring、14.2次触手、15.口/肛門、16.？。

ハナガサクラゲ（花笠水母）はヒドロ虫綱淡水クラゲ目のクラゲの一種。
本州中部から九州沿岸のやや深い海に春から初夏にかけてみられる。また、日本の反対側のブラジルやアルゼンチンにも分布している。
直径10～15cmの傘の内側に橙色の十文字型の生殖腺が見られ、外側には触手による黒ずんだ縞模様、傘の表面からは短い棒状の触手が飾りの様に生え、その触手先端付近は黄緑や桃色の蛍光色を呈す。種小名のformosaはラテン語で「美しい」という意味であり、その泳ぎの美しさは名前の如く花笠踊りに喩えられる。
人に激痛を感じさせる程の刺胞毒により小魚を捕らえて丸のみしてしまうが、人での死亡例はない。但し、刺胞毒による被害は大きいので触るべきではない。底生性のため海上からその姿をみる事はできないが、底引き網にかかったものが水族館へ持ち込まれることがある。しかし飼育下では餌の魚を自分で食べないため給餌時には水槽から揚げて一匹ずつ引っ繰り返し、口へ餌を押し込んで与えなければならない。昼間は岩場でジッとしていることが多く、触手に小石を持って身体を沈ませる行動をとることもある。紀伊半島では春先に沿岸海面上で採取された事例があり飼育観察の中では触手で小石などに軟着する事が観察され,この動作は水流に流されないためだと思われる。